# Роузі Гантінгтон-Вайтлі
Ро́узі Е́ліс Га́нтінгтон-Ва́йтлі (англ. Rosie Alice Huntington-Whiteley; нар. 18 квітня 1987 року, Плімут, Девон, Англія) — англійська супермодель та акторка. «Ангел» Victoria's Secret.

## Біографія
Народилася 18 квітня 1987 в місті Плімут, Девон, Англія. Її мати, Фіона, працює інструкторкою з фітнесу, батько, Чарльз Гантінґтон-Вайтлі — оцінювач нерухомості. У Розі є молодший брат Тобі і молодша сестра Флоренс. В дитинстві хотіла бути дизайнеркою інтер'єру. Проте вже у шкільному щорічнику була названа «дівчиною, яка швидше за все, стане супермоделлю».
Зустрічається із Джейсоном Стейтемом з 2010 року, заручена з 2016 року. 24 червня 2017 року народила сина Джека Оскара, 2 лютого 2022 року доньку Ізабеллу.

## Кар'єра
Кар'єру моделі почала у 16 років під час навчання в коледжі Тавісток, після надсилання анкети на здобуття вакансії спеціалістки зі зв'язків з громадськістю в модельне агентство «Profile Models» у Лондоні. Роботодавець запропонував Розі модельну кар'єру. У 2004 році дебютувала на показі тижня високої моди в Нью-Йорку. У цьому ж році знялася для обкладинок журналів «Elle Girl» і «Teen Vogue».
У різний час брала участь в рекламних кампаніях «Abercrombie & Fitch», «Bloomingdale's», «Clinique», «DKNY», «French Connection», «LAMB», «Pepe Jeans», «Shiatzy Chen», «Ralph Lauren», «Top Shop», «Tommy Hilfiger» та інших.
У 2008 році стала обличчям осінньо-зимової колекції компанії «Burberry». З 2006 року бере участь у показах колекцій бренду Victoria's Secret, з 2010 року є однією з «ангелів».
У 2010 році підписала контракт на участь в зйомках продовження «Трансформерів». У фільмі замінила Меган Фокс, яку звільнили з проєкту за критику режисера Майкла Бея.
Роузі Гантінгтон-Вайтлі з'явилася у відеокліпі «Number 1» разом з Каньє Вестом і Фарреллом Вільямсом.
У 2011 році стала переможницею рейтингів «Hot 100» журналів Maxim і FHM. Свою другу роль Гантінгтон-Вайтлі зіграла у фільмі «Шалений Макс: Дорога гніву», який вийшов на екрани у травні 2015 року. Вона зіграла Чудову Ангхарад, одну з п'яти дружин воєначальника Безсмертного Джо. Для того, щоб зобразити свою вагітну героїню, вона носила протез живота протягом усього фільму.